# Plecopterodes mellifluana
Plecopterodes mellifluana är en fjärilsart som beskrevs av Embrik Strand 1917. Plecopterodes mellifluana ingår i släktet Plecopterodes och familjen nattflyn. Inga underarter finns listade i Catalogue of Life.